# 庁例
庁例（ちょうれい）とは、平安時代後期に検非違使庁が刑事事件に関する職権行使のために適用した慣習法としての刑事法。「使庁之例」あるいは「使庁之流例」とも称された。
検非違使の活動は原則律令格式に基づくとされていたが、犯罪捜査・犯人逮捕・裁判実施・刑罰執行の迅速化のために検非違使庁の別当が別当宣を出すことで律令法に基づく法的手続を省略することが出来た。検非違使庁別当は参議・中納言級の公卿から天皇が直接任命したために、その別当宣の効力は勅旨に準じ、律令格式を改廃する法的効果があると信じられた。こうした権威を背景にして、検非違使は時には律令格式を無視した手続処理を行うようになり、それを「先例」として事実上の法体系を形成していった。これが庁例である。
庁例は律令法に比べて簡潔・敏速・実際に優れているが、三審制の原則が無視されて一審によって処断された。また、死刑の停止という実情に則って死刑は実施されなかったものの、全体的には治安を乱す罪にはそれ以外の厳罰が積極的に行使された。
なお、庁例の実例については、坂上明兼の著作とされる『法曹至要抄』にその例が載せられている。